# 普雷塞尔维尔 (上加龙省)
普雷塞尔维尔（法語：Préserville）是法国上加龙省的一个市镇，属于图卢兹区（Toulouse）朗塔县（Lanta）。该市镇总面积12.19平方公里，2009年时的人口为627人。

## 人口
普雷塞尔维尔人口变化图示